# Televisión Nacional de Chile
Televisión Nacional de Chile (TVN) és el servei de televisió pública de Xile. Va ser creada el 31 de gener de 1969, sota la presidència d'Eduardo Frei Montalva, i va iniciar les seves transmissions regulars a Santiago de Xile el 18 de setembre del mateix any —havent iniciat transmissions abans a Arica, Antofagasta, Talca i Punta Arenas. Des de llavors, Televisión Nacional com a empresa de propietat estatal ha estat reorganitzada diversos cops i les seves àrees d'operacions han augmentat amb el pas dels anys. Entre els seus senyals hi ha un canal principal de lliure recepció a nivell nacional, que transmet per satèl·lit a diverses repetidores que se situen en el territori continental, insular i antàrtic xilè, tenint un abast del 98% de la població d'aquest país. Així mateix, posseeix nou canals regionals amb centres de producció pròpia, el senyal internacional TV Chile; el canal de notícies 24 Horas; quatre senyals temàtics que transmeten per Internet anomenades TVN Kids, TVN Música, TVN de Culto i 24Play; diversos portals d'Internet que ofereixen continguts variats i el segell discogràfic TVN Records.
D'acord amb la llei 21 085 que va ser promulgada el 2018, la seva programació ha de promoure i difondre la identitat cultural xilena, els valors de la democràcia, els drets humans, la cura del medi ambient i el respecte a les diversitats. Per tant, Televisión Nacional regeix la programació dels seus senyals d'acord amb criteris establerts pel Consell Nacional de Televisió (CNTV). A més, la llei 17 377 de 1970 estableix que l'empresa ha de tenir un caràcter públic, autònom, pluralista i representatiu. D'aquesta forma, la seva independència política i econòmica del govern de torn està garantida per la llei 19 132 de 1992 que ordena el funcionament intern de Televisió Nacional amb un sistema d'autofinançament amb base als seus ingressos; per això, no rep finançament de l'Estat xilè. ixí mateix, existeix un mecanisme per a l'elecció dels seus directius.
Des de l'edifici corporatiu que se situa a Bellavista 0990, Providencia, Regió Metropolitana de Santiago, es dirigeix l'empresa per mitjà d'un directori, el president del qual és designat pel President de la República, que té una durada de quatre anys. Els altres sis membres del directori són designats de tres per període en acord entre el Senat i el President de la República, per vuit anys. A ells, se'ls suma un setè membre que és elegit pels treballadors. En l'actualitat el president del directori de Televisió Nacional de Xile és Bruno Baranda Ferrán des de 2018 per designació de l'actual President de la República Sebastián Piñera. També, posseeix com a director executiu i representant legal a Francisco Guijón.
Televisión Nacional és l'única empresa de televisió pública que emet en el territori xilè, competint per les audiències amb altres grups de difusió privats. Posseeix una programació diversa amb espais propis, coproduïts o importats en diversos senyals. Pot complir les labors d'explotació dels serveis de televisió i de producció de continguts audiovisuals o de radiodifusió. També pot actuar com una concessionària de serveis de telecomunicacions en virtut de la llei 20 694 de 2013. Per això, TVN en la seva labor com a mitjà de comunicació la fa estar a afiliada a l'Associació Nacional de Televisió de Xile (ANATEL), el Consell d'Autoregulació i Ètica Publicitària (CONAR) i anteriorment va estar afiliada a l'Organització de Telecomunicacions d'Iberoamèrica (OTI), entre altres cadenes internacionals amb les quals comparteix material o posseeix acords comercials.

## Índex d'audiència
| Any  | Gener | Febrer | Març | Abril | Maig | Juny | Juliol | Agost | Setembre | Octubre | Novembre | Desembre |
| ---- | ----- | ------ | ---- | ----- | ---- | ---- | ------ | ----- | -------- | ------- | -------- | -------- |
| 1993 | —     | —      | —    | —     | —    | —    | —      | 8,0   | —        | 8,7     | 8,5      | 7,8      |
| 1994 | —     | 6,4    | 8,9  | 8,5   | 8,4  | 8,2  | 9,4    | 8,7   | 8,5      | 8,4     | 8,0      | 6,6      |
| 1995 | —     | —      | —    | —     | —    | —    | 9,4    | 9,4   | 8,5      | 8,6     | 9,2      | 7,0      |
| 1996 | —     | —      | —    | 9,5   | 9,8  | 9,3  | 9,8    | 10,3  | 8,8      | 9,0     | 8,7      | 8,4      |
| 1997 | —     | 6,8    | 10,7 | —     | —    | 11,3 | 11,7   | 9,8   | 8,6      | 9,0     | 8,6      | 7,0      |
| 1998 | —     | 6,5    | 10,0 | 10,3  | 9,7  | 13,2 | —      | 9,0   | 10,5     | 10,1    | 10,7     | 9,9      |
| 1999 | —     | 9,1    | 13,0 | 13,1  | 12,0 | 12,2 | 11,7   | 12,8  | —        | 10,5    | 10,5     | 10,6     |
| 2000 | —     | 9,1    | 12,3 | 11,9  | 12,0 | 13,2 | 11,9   | 12,6  | 11,5     | 10,5    | 11,1     | 10,6     |
| 2001 | 9,9   | 8,7    | 12,7 | 12,9  | 12,2 | 12,9 | 14,5   | 15,8  | 13,8     | 15,3    | 14,1     | 12,5     |
| 2002 | 10,3  | 10,5   | 13,0 | 14,0  | 13,7 | 14,7 | 14,0   | 14,6  | 12,3     | 12,7    | 12,2     | 11,5     |
| 2003 | 11,9  | 10,3   | 12,3 | 12,5  | 12,3 | 13,3 | 13,2   | 12,9  | 12,1     | 10,8    | 11,1     | 9,5      |
| 2004 | 10,4  | 7,8    | 11,2 | 11,9  | 11,7 | 12,7 | 12,0   | 14,2  | —        | —       | —        | —        |
| 2005 | —     | —      | —    | 10,8  | 10,2 | 11,2 | —      | —     | —        | —       | —        | —        |
| 2006 | —     | —      | —    | —     | —    | —    | —      | 10,1  | —        | —       | 10,1     | —        |
| 2007 | —     | 10,4   | 10,3 | —     | —    | —    | 11,7   | —     | —        | —       | —        | —        |
| 2008 | —     | —      | —    | —     | —    | —    | —      | —     | —        | —       | —        | —        |
| 2009 | 6,8   | —      | —    | —     | —    | —    | —      | —     | —        | —       | —        | —        |
| 2010 | —     | —      | —    | —     | —    | —    | —      | —     | —        | 9,2     | —        | —        |
| 2011 | 6,5   | 6,2    | 8,3  | 7,7   | 7,7  | 8,1  | 7,9    | 7,4   | 10,8     | 8,1     | 7,7      | 7,2      |
| 2012 | 6,0   | 5,3    | 6,7  | 7,2   | 8,2  | 8,5  | 8,6    | 9,0   | 7,9      | 8.2     | 8.3      | 7.9      |
| 2013 | 7,9   | 7,2    | 7,9  | 7,7   | 8,1  | 7,9  | 7,8    | 7,7   | 7,3      | 7,8     | 7,7      | 7,7      |
| 2014 | 7,6   | 6,8    | 8,3  | 7,7   | 7,5  | 8,3  | 7,4    | 6,7   | 6,0      | 5,7     | 4,9      | 6,8      |
| 2015 | 3,8   | 3,1    | 4,1  | 4,2   | 4,3  | 5,1  | 5,1    | 4,9   | 4,2      | 4,3     | 4,3      | 4,3      |
| 2016 | 4,4   | 4,4    | 4,8  | 4,7   | 4,9  | 4,6  | 5,0    | 7,1   | 5,5      | 5,0     | 4,9      | 5,2      |
| 2017 | 5,6   | 5,0    | 5,0  | 4,8   | 4,7  | 5,0  | 4,8    | 4,9   | 4,7      | 4,6     | 4,3      | 4,1      |
| 2018 | 4,6   | 4,5    | —    | 4,6   | 4,9  | —    | —      | 5,3   |          |         |          |          |